# Nemestrinidae
Nemestrinidae zijn een familie uit de orde van de tweevleugeligen (Diptera), onderorde vliegen (Brachycera). Wereldwijd omvat deze familie zo'n 26 genera en 300 soorten.